# Mouvement pour l'indépendance de la Sicile
Le Mouvement pour l'indépendance de la Sicile (en sicilien : Muvimentu pâ Nnipinnenza dâ Sicilia, en italien : Movimento per l'Indipendenza della Sicilia ) est un mouvement indépendantiste, actif en Sicile de 1943 à 1947 dont le leader fut Andrea Finocchiaro Aprile et qui compta parmi ses membres le député Girolamo Stancanelli.

## Historique
Il se constitue autour de la renaissance du nationalisme sicilien, disparu durant la période fasciste, avec deux composantes, l'une majoritaire, conduite par le comte Lucio Tasca Bordonaro, chef de file des grands propriétaires qui défendent le latifundium, l'autre, minoritaire, représentée par Antonio Canepa, socialiste révolutionnaire, professeur à l'Université royale de Catane.
S'ils s'accordent sur l'autodétermination et l'instauration d'une république indépendante de Sicile. Mais le parti est alors essentiellement celui des défenseurs du latifundium, aristocrates et grands propriétaires fonciers ainsi que des gabellotti. Cette aspiration à restaurer un système semi-féodale lui vaut la défiance des démocraties alliées, malgré la force antibolchévique qu'elle représente. Il est en revanche soutenu par les principaux chefs mafieux de l'île, dont Michele Navarra, Giuseppe Genco Russo et Vanni Sacco.  
S'enfonçant dans l'opposition à l'Italie unifiée, plutôt que de défendre un fédéralisme, une partie des partisans du MIS, menée par Canova, crée l'EVIS (it) (en italien Esercito volontario per l'indipendenza della Sicilia ou Armée volontaire pour l'indépendance de la Sicile) qui commence sa propre activité en février 1945 en riposte à la restitution par les Alliés de la Sicile au gouvernement italien. La naissance d'une telle organisation est combattue par une partie du MIS, comme Antonino Varvaro, lui aussi de gauche.
Partisan d'un état laïque interclassiste, contre la démocratie chrétienne et le communisme, Andrea Finocchiaro Aprile est exilé par le gouvernement à Ponza. Les indépendantistes monarchistes, conduits par le comte Lucio Tasca, ancien leader du parti agrarien, s'imposent aux républicains représentés par Varvaro, ancien second Finocchiaro Aprile.
Un petit nouveau parti est né à partir de 2004, membre observateur de l'Alliance libre européenne à partir de 2009.